# 加藤博幸
加藤 博幸（かとう ひろゆき、1957年（昭和32年）2月13日 - ）は、日本の政治家。新潟県阿賀野市長（1期）。元阿賀野市議会議員（1期）。獣医師。

## 来歴
1957年阿賀野市（旧水原町）生まれ。1975年新潟県立新発田高等学校卒業。1979年麻布獣医科大学（現在の麻布大学）獣医学部卒業。獣医師となり、JA全農新潟県本部畜産部長を経て、2020年の阿賀野市議会議員選挙に無所属で立候補し、当選する。
阿賀野市議を1期務め、2023年12月、2024年4月に行われる阿賀野市長選挙への立候補を表明。
4月の市長選挙では元市長の天野市栄ら4人の争いとなり（現職の田中清善は不出馬）、元市長らを破って初当選した。